# Гёттинген
Гёттинген (нем. Göttingen, н.-нем. Chöttingen) — университетский город на юге земли Нижняя Саксония в Германии.

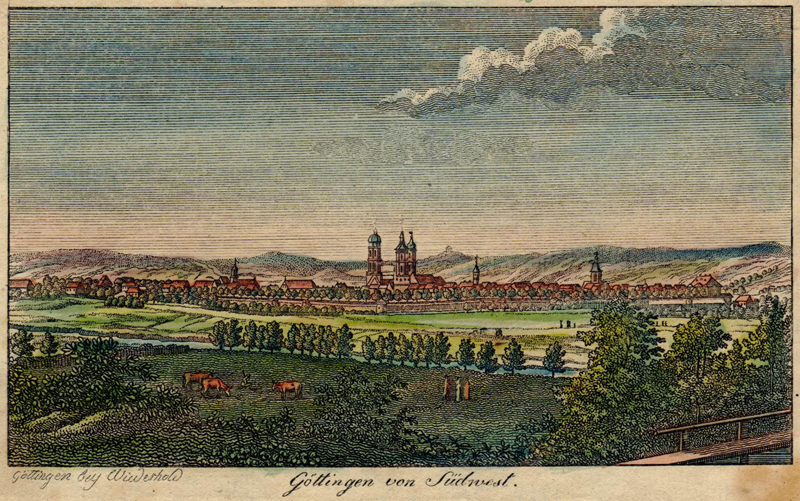
Вид города Гёттинген
Раскрашенная гравюра, около 1810 года

После Ганновера, Брауншвейга, Оснабрюка и Ольденбурга Гёттинген является пятым по величине городом Нижней Саксонии. С 1964 года бывший свободный (нем. kreisfrei) город входит в состав района Гёттинген. С 1965 года численность населения города превышает 100 тысяч человек, из которых примерно 20 % составляют студенты из разных стран мира.

## История названия
Истоки Гёттингена (Göttingen) можно проследить назад во времени вплоть до деревни Гутинги (Gutingi), которая являлась первопоселением города, а сейчас находится непосредственно к юго-востоку. Название деревни, вероятно, происходит от небольшого ручья, называемого Готе (the Gote), который когда-то протекал через поселение. Поскольку окончание -ing обозначает «живущий по», «живущий неподалёку», то название можно понимать как «живущий вдоль Готе».

## Географическое положение
| С-З | Хёкстер, 67 км    | Хильдесхайм, 79 км   | Остероде-ам-Харц, 42 км | С-В |
| З   | Падерборн, 112 км | Роза ветров          | Нордхаузен, 86 км       | В   |
| Ю-З | Кассель, 49 км    | Бад-Херсфельд, 99 км | Эрфурт, 154 км          | Ю-В |

### Климат
Гёттинген расположен в умеренных широтах в переходной зоне между морским и континентальным климатом. Среднегодовая температура в городе составляет 9,2 °C, в среднем в году выпадает 644 мм осадков. Самыми тёплыми месяцами являются июль и август со средними температурами 17,8 °C и 17,6 °C соответственно, а самыми холодными – январь и февраль, со средними температурами 0,9 °C и 1,8 °C, соответственно. Наибольшее количество осадков выпадает с мая по июль (65-68 мм). наиболее засушливый месяц – февраль (39 мм). Наибольшее количество солнечных часов в день наблюдается в июле (6,6 часов). В конце февраля 2021 года Немецкая погодная служба зафиксировала наибольшую разницу недельных температур с 1880 года: температура в Гёттингене поднялась с –23,8 °C 14 февраля до 18,1 °C 21 февраля.

## Административное деление
Город состоит из 18 городских районов. Каждый район имеет свой Совет, который состоит из 9-13 членов (пропорционально численности населения района).

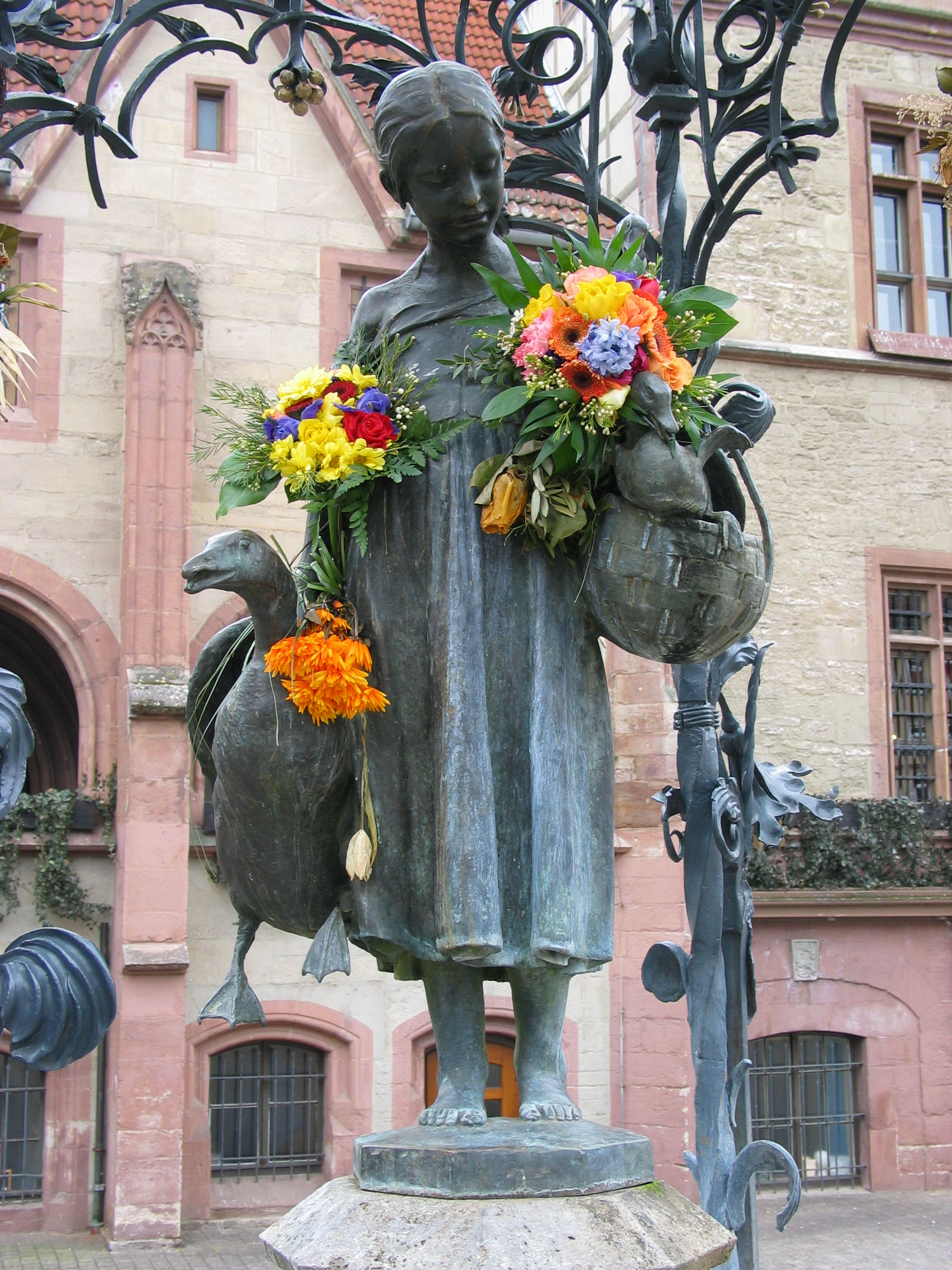
Фонтан «Лиза с гусями»
(Gänseliesel) — один из символов Гёттингена

| 1503     | 1833     | 1970     | 1980     | 1990     | 2000     | 2010     | 2011     | 2012     |
| -------- | -------- | -------- | -------- | -------- | -------- | -------- | -------- | -------- |
| 5000     | ↗10 396  | ↗109 892 | ↗129 656 | ↘121 831 | ↗124 132 | ↘121 060 | ↗121 364 | ↗121 961 |
| 2013     | 2015     | 2015     | 2016     | 2016     | 2016     | 2017     | 2019     | 2021     |
| ↘116 891 | ↗118 914 | ↗132 866 | ↗132 873 | ↘119 177 | ↗134 212 | ↘119 529 | ↗119 801 | ↘116 557 |
| 2022     | 2023     |          |          |          |          |          |          |          |
| ↗118 946 | ↗120 261 |          |          |          |          |          |          |          |

## Русскоязычное население
В районе Хольтензен Берг (нем. Holtenser Berg) проживают русскоязычные немцы-переселенцы, коренные немцы, поляки и незначительное количество других национальностей.
Район Гроне (нем. Grone) известен наиболее многочисленным русскоязычным населением, здесь также живёт много турок, езидов и арабов.
Население района Гайсмар (нем. Geismar) состоит в основном из коренных немцев, но есть и представители других национальностей, в том числе русскоязычные жители.
Культурная жизнь российских немцев активизируется и становится более разнообразной, если сравнивать с временами первых наплывов переселенцев.
В 20 км от Гёттингена находится переселенческий лагерь Фридланд.
В дополнение к светской жизни молодёжи Гёттингена существует современная свободная евангельская церковь, службы которой проводятся также и на русском языке. Также имеется лютеранская община. В 1999 году по инициативе проживающих в Гёттингене православных христиан был образован православный приход Св. Архангела Михаила.

## Гёттингенский университет
Гёттингенский университет имени Георга-Августа (нем. Georg-August-Universität) — один из самых крупных и старейших из действующих университетов Нижней Саксонии. Университет был основан в 1734 году Георгом II, курфюрстом Ганновера и королём Великобритании, и открыт в 1737 году. Университет быстро развивался и, достигнув численности 1000 студентов, стал одним из самых крупных высших учебных заведений Европы того времени. Университет упоминался в произведении А. С. Пушкина «Евгений Онегин», в этом университете учился Владимир Ленский.

## Города-побратимы
Челтнем (англ. Cheltenham), Англия (с 1951)
 Торунь (пол. Toruń), Польша (с 1978)
 По (фр. Pau), Франция (с 1982)
 Виттенберг (нем. Lutherstadt Wittenberg), Германия (с 1988)
 Молодечно (бел. Маладзечна), Беларусь